# VI. Weltfestspiele der Jugend und Studenten

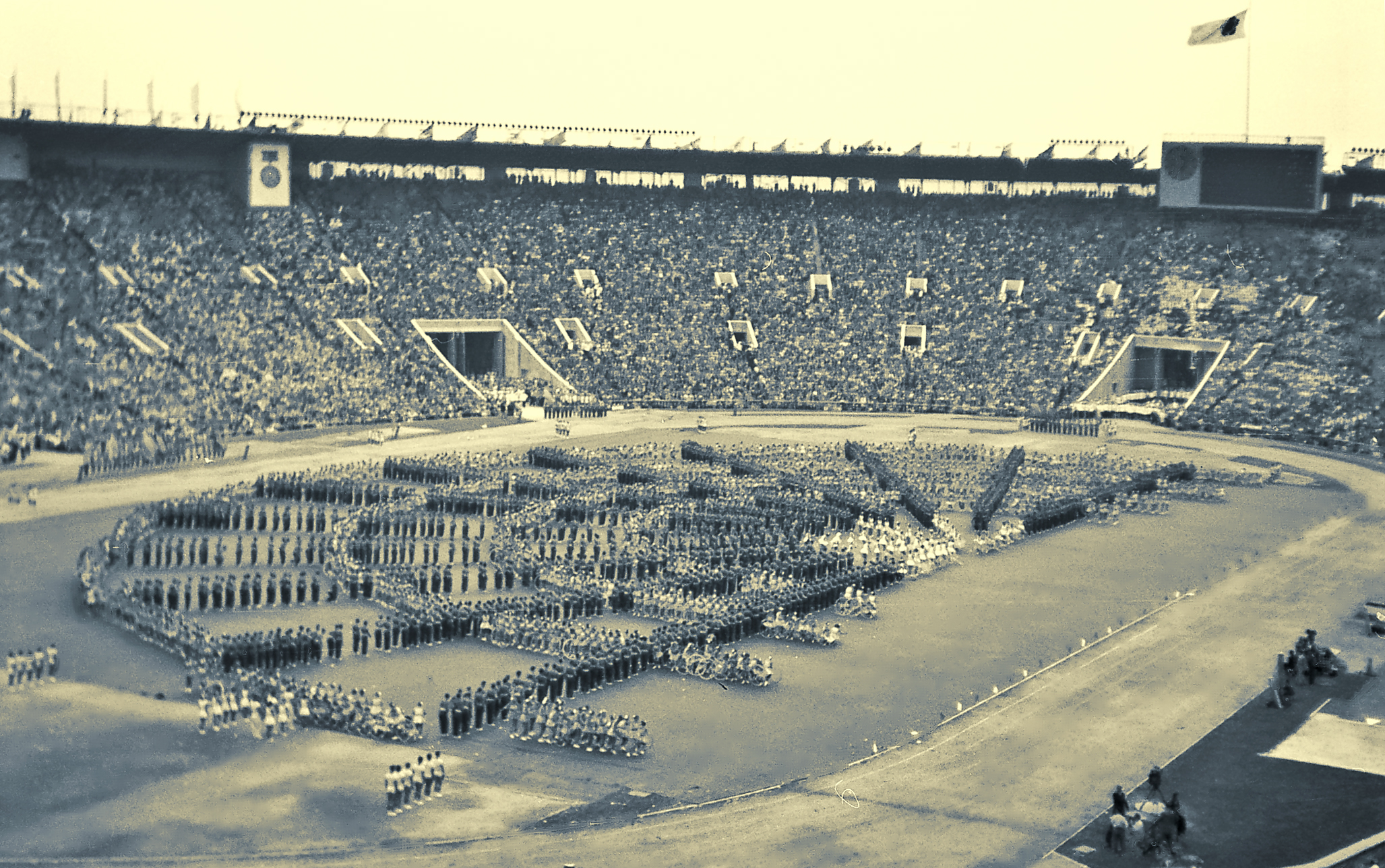
Eröffnung der VI. Weltfestspiele der Jugend und Studenten

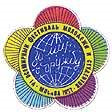
Logo der VI. Weltfestspiele

Die VI. Weltfestspiele der Jugend und Studenten (russisch Всемирный фестиваль молодёжи и студентов) wurden am 28. Juli 1957 in Moskau eröffnet. Sie sind ein Bestandteil der jährlich in einem anderen Land veranstalteten mehrtägigen Festspiele junger Menschen aus aller Welt. 34.000 Menschen aus 130 Ländern nahmen an den erstmals in der Sowjetunion stattfindenden Veranstaltungen teil.

## Geschichte und Beschreibung
Die Reformen Nikita Chruschtschows führten zu einigen Veränderungen in der Sowjetunion. Ausländer konnten zu Besuch kommen, und Sowjetbürger durften Ausländer treffen, allerdings nur in Gruppen und unter Aufsicht. Sowjetische Fremdsprachenstudenten arbeiteten als Dolmetscher. Monatelang wurden sie für unangenehme politische Fragen zum Volksaufstand in Ungarn 1956 geschult.
Musik aus vielen Kulturen der Welt kam mit den Festspielen in die UdSSR. Die Leute tanzten auf den Straßen mit den Ausländern aus der ganzen Welt. Der sowjetische Jazzmusiker Alexei Koslow spielte mit internationalen Gastmusikern. Das Ensemble Druschba aus Leningrad gewann mit seiner Sängerin Edita Pjecha den ersten Preis der Popmusik. Edita Pjecha, Wladimir Troschin und internationale Gäste der Festspiele spielten gemeinsam das Lied Moskauer Nächte. Drei Jazzformationen aus der DDR gehörten zur Delegation der Freien Deutschen Jugend. Es gab eine große Kunstausstellung.
Die 1500 Teilnehmer starke Delegation aus der DDR stand unter Leitung des damaligen FDJ-Vorsitzenden Karl Namokel. Weitere 1500 FDJler waren als Gäste dabei. Die Zahl der Delegierten aus der Bundesrepublik Deutschland betrug 1300. In das Moskauer Lenin-Stadion marschierten beide deutsche Delegationen getrennt ein.